# Anna Ovena Hoyer

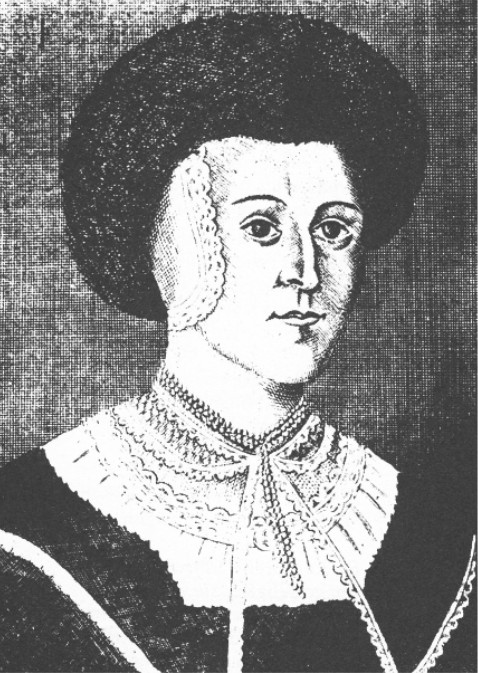
Anna Ovena Hoyer

Anna Ovena Hoyer, auch Hoyers oder Hoijers, (* 1584 in Koldenbüttel, Nordfriesland; † 27. November 1655 auf Gut Sittwick bei Stockholm, Schweden) war eine norddeutsche Dichterin der Barockzeit.

## Leben

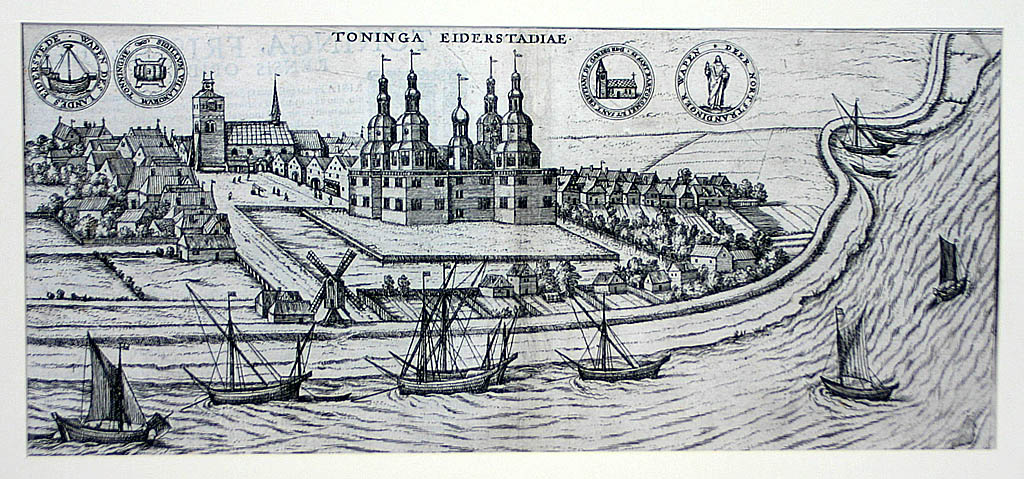
Das Tönninger Schloss, der Amtssitz des Stallers, auf einem Stich von 1598

Anke Hanß war die früh verwaiste einzige Tochter des wohlhabenden Gutsbesitzers Johann (oder Hans) Ovens (1560–1584) und dessen Frau Webbecke (1567–1587). Sie wuchs bei ihrem gebildeten Onkel, dem Großgrundbesitzer und Chronisten Mewes Ovens, in Witzwort auf. Ein entfernter Vetter mütterlicherseits war der Chronist Peter Sax. Sie erhielt eine gute Erziehung, sprach Latein und Griechisch und konnte Hebräisch wohl zumindest lesen. Daneben lernte sie verschiedene Instrumente. Neben ihrem Onkel war der Herzog von Schleswig-Holstein-Gottorf ihr Vormund. 1590 war Johann Adolf Herzog und damit ihr Vormund geworden. Mit seiner Ehefrau Augusta von Dänemark, die nur wenig älter war als sie selbst, verband Anna bis zu deren Tod 1639 ein gutes Verhältnis.
Schon im Alter von 15 Jahren verheiratete ihr Vormund sie mit Hermann Hoyer, der 1594 mit nur 23 Jahren seinem Vater Caspar Hoyer als Staller der Landschaft Eiderstedt nachgefolgt war. Die Familie Hermann Hoyers gehörte zur vornehmsten des Landes. Nicht nur hatten deren Mitglieder hohe Positionen in der Landesregierung inne. Durch seine Großmutter, eine uneheliche Tochter des dänischen Königs Friedrich I., war Hermann Hoyer direkt mit dem dänischen Königshaus verbunden.
Anna Ovena Hoyers Mitgift von 100.000 lübischen Talern diente dabei als eine Art Entschädigung für das hohe Bußgeld, das Hermann Hoyer hatte zahlen müssen, weil sein Vater postum wegen Bestechlichkeit angeklagt worden war. In seinem Amt als Staller ging Hermann Hoyer mehrfach gegen Mennoniten und Angehörige anderer Konfessionen vor, die als Sektierer galten. Sie waren zumeist wie Jan Clausen Coott als Deichbaufachmänner aus den Niederlanden angeworben worden, um die hochgesteckten Pläne des Landesherrn zur Landgewinnung zu verwirklichen. 1620 erlaubte ihnen Herzog Friedrich III., sich im neuzugründenden Friedrichstadt niederzulassen.
Mit ihrem Mann lebte Anna Ovena erst in dessen Herrenhaus Hoyersworth und ab 1603 im Tönninger Schloss. In 23 Ehejahren gebar sie vermutlich neun Kinder, von denen mindestens sechs das Erwachsenenalter erreichten, das letzte, den Sohn Friedrich Hermann, 1621. Bereits während ihrer Ehe dichtete sie. So übertrug sie die von Niklas von Wyle aus dem Italienischen übersetzte Novelle Euryalus und Lucretia unter dem Titel Süßbittere Freude; / oder / Eine wahrhafftige Historie von zwey liebhabenden Personen in Verse. Als Verfasserangabe nutzte sie ein Anagramm ihres Namens: »Avono Hijero zu Horstrowey in Testredey« (Anna Oveny Hoyers in Eiderstedt). Von diesem 1617 in Schleswig veröffentlichten Werk ist aber kein Exemplar erhalten.
Nach dem Tod ihres Mannes 1622 lebte sie abwechselnd in Hoyersworth und in ihrem Stadthaus in Husum. Erbschaftsstreitigkeiten mit ihrem Schwiegersohn und der Hoyerschen Verwandtschaft sowie Steuerforderungen des Herzogs Friedrich III. brachten sie um den Großteil ihres Vermögens. Sie wandte sich nun zunehmend religiöser Literatur zu. Der von den meisten Pastoren in ihrem Umfeld vertretenen lutherischen Orthodoxie stand sie dabei kritisch gegenüber. Das mystische, asketische Christentum der Schriften von Caspar Schwenckfeld, David Joris und Valentin Weigel lag ihr näher. Hoyersworth und ihr Haus in Husum wurden zum Zufluchtsort religiös Verfolgter wie des 1622 aus Flensburg vertriebenen Arztes Nikolaus Teting.
Gegen Angriffe durch die Geistlichkeit wehrte sie sich mit satirischen Gedichten, teilweise auch in Niederdeutsch. Immer wieder kritisierte sie die theologische Unbildung und das unsittliche Leben der Pastoren, die ihr Studium nicht fromm, sondern eingebildet gemacht habe, besonders bissig in dem 1630 veröffentlichten niederdeutschen Gedicht De denische Dörp-Pape.
Sie selbst litt dank ihres hohen Standes persönlich nicht unmittelbar unter den Verfolgungen und stand zudem unter dem Schutz der im Schloss vor Husum residierenden Herzogsmutter Augusta, Johann Adolfs Witwe. Ihre Schulden zwangen sie jedoch, dieser 1632 Hoyersworth zu verkaufen, nachdem sie ihre Husumer Häuser bereits verloren hatte. 1634 überlebte sie mit zwei ihrer Kinder die Burchardiflut im Dachgeschoss des überschwemmten Tönninger Schlosses. In ihren Gedichte über die Flut deutete sie die Flut als Strafgericht Gottes und Zeichen des nahen Weltendes. Sie zeigte keinerlei Mitleid mit den Opfern, sondern Genugtuung über ihre Rettung als Auserwählte, während gleichzeitig zahlreiche Vertreter der Amtskirche auf der Insel Strand umgekommen waren.
Auf Vermittlung der Herzogsmutter Augusta zog Anna Ovena Hoyers mit fünf ihrer zum Teil schon erwachsenen Kinder und einer Gruppe Mennoniten nach Schweden. Zwar fehlen für die Jahre bis 1642 sichere Quellen, doch da bereits Das Buch Ruth 1634 in Stockholm gedruckt, ist anzunehmen, dass diese Übersiedlung bald nach der Burchardiflut stattfand. Nach Schweden war schon 1627 Jacob Hoyer (1579–1642), ein Cousin ihres verstorbenen Ehemanns, vor dem Dreißigjährigen Krieg geflohen und war von König Gustav Adolf zum deutschen Ratspräsidenten in Göteborg ernannt worden. Von ihm erhielt Anna Ovena jedoch keine Unterstützung, so dass sie die ersten Jahre in Schweden in Armut verbrachte. Um 1642 scheint sie sich in Västervik niedergelassen haben. Dort verfasste sie mehrere ihrer an die alte Heimat gerichtete Schriften. 1648 schenkte ihr Gustav Adolfs Witwe Maria Eleonora von Brandenburg nach ihrer Rückkehr nach Schweden das Gut Sittwick bei Stockholm, das zu ihrem Wittum gehörte.
Der schwedischen Königin hatte Anna bereits 1634, kurz nach Gustav Adolfs Tod, die erste von mehreren Schriften gewidmet. Auch auf Königin Christina sowie deren Nachfolger Karl X. Gustav und dessen Gottorfer Ehefrau Hedwig Eleonora dichtete sie einige Lieder, in denen sie das Land pries, das sie so gastfreundlich aufgenommen hatte. Von ihrem Exil aus griff sie jahrzehntelang mit scharfen Attacken in die religiösen Kontroversen in ihrer Heimat ein. Ihre 1650 in Amsterdam gedruckten Poemata, die auch die meisten ihrer älteren Werke enthalten, ließ Herzog Friedrich III. verbieten. Sie starb 1655 auf ihrem Gut Sittwick. Anna Ovenas Nachkommen leben noch immer in Schweden.

## Stil
Anna Ovena Hoyers Lieder sind im schlichten Volksliedton gehalten. Unter Missachtung der ästhetischen Grundsätze ihres Zeitgenossen Martin Opitz verwendete sie paargereimten Knittelverse.
Ihre Werke zeichnete sie entgegen der damaligen Namenskonvention mit Anna Ovena Hoyers nach dem latinisierten Patronym ihres Vaters, mit dem Akrostichon Johann Ovens Tochter Anna oder mit unterschiedlichen Anagrammen. Häufig enthalten ihre Gedichte das Jahr ihrer Entstehung als Chronogramm. Auch für die Titel ihrer Schriften verwendete sie gerne Anagramme und „typographische Spielereien“.

## Werke
- Gespräch eines Kindes mit seiner Mutter. 1628.
- De denische Dörp-Pape. 1630.
- Das Buch Ruth, in Teutsche Reimen gestellet. Stockholm 1634 (für Königin Maria Eleonore).
- Ein Schreiben über Meer gesand an die Gemeine in Engeland. 1649 (gegen die Hinrichtung des englischen Königs Charles I.) (uni-rostock.de)
- Annae Ovenae Hoijers Geistliche und Weltliche Poemata. Amsterdam 1650 (hab.de). Neuausgabe Hofenberg, Berlin 2015, ISBN 978-3-8430-9569-3

Ihr für ihre Kinder verfasstes, 1628 veröffentlichtes Gespräch eines Kindes mit seiner Mutter wurde 1698 von Philipp Jacob Spener – ohne Nennung der eigentlichen Verfasserin – erneut herausgegeben. Eine weitere Neuausgabe unter dem Titel Der Weg wahren Gottseligkeit in folgendem geistlichen Gespräch eines Kindes mit seiner Mutter: Von einer Christlichen Matron vorgestellet erschien 1720. Ihre Geistlichen und Weltlichen Poemata, die 1650 in Amsterdam gedruckt wurden, wurden dagegen bereits im folgenden Jahr verboten.
Ein Teil ihrer ungedruckten Dichtungen, vor allem Lieder, die ihre Söhne nach ihrem Tod in der Stockholmer Liederhandschrift sammelten, werden heute in Stockholm aufbewahrt.
Für ihre Lieder komponierte sie teilweise mit eigenen Melodien, teilweise dichtete sie sie auf bekannte weltliche Lieder für die gemeinsame Hausmusik mit ihren Kindern.

## Benennungen
- In Husum ist die Anna-Ovena-Hoyer-Strasse nach ihr benannt.